# Ura (Szabolcs-Szatmár-Bereg)
Ura est un village et une commune du comitat de Szabolcs-Szatmár-Bereg en Hongrie.